# Harmos Károly
Harmos Károly, született Handverk Károly Emil (Somogy, 1879. november 28. – Révkomárom, 1956. január 24.) festő, grafikus.

## Élete
Handverk Ferenc és Knabl Jozefa fia. 1898–1902 között a budapesti Mintarajziskolában (Magyar Képzőművészeti Főiskola) tanult Székely Bertalan irányításával. 1902–1908 között Münchenben Azbe és Stuck növendéke volt. 1908–1910 között a szentendrei magániskola rajztanára, majd 1911-től Révkomáromban bencés gimnáziumi tanár. 1915-től rajziskolát vezetett. 1920-tól a komáromi Jókai Egyesület mellett művészeti szabadiskolát nyitott, majd 1923-tól a Jókai Egyesület Szépművészeti Osztályának lett a vezetője. 
1902-től kiállító művész. A komáromi művészképzés és művészeti élet szervezője, művészeti folyóirat megjelenését támogatja (A Szép, 1923), kiállításokat, képtárat szervez, animációs filmtervezetet készít (1939). 
Nála tanultak többek közt Reichental Ferenc, Szobel Géza, Staudt Csengeli Mihály, Csicsátka Ottokár, Luzsicza Lajos, Pleidell János és Zmeták Ernő. Emlékére képzőművészeti alkotótábort rendeznek.
Felesége Révay Aranka tanítónő 1944-ben a nyilas terror áldozata lett.

## Művei

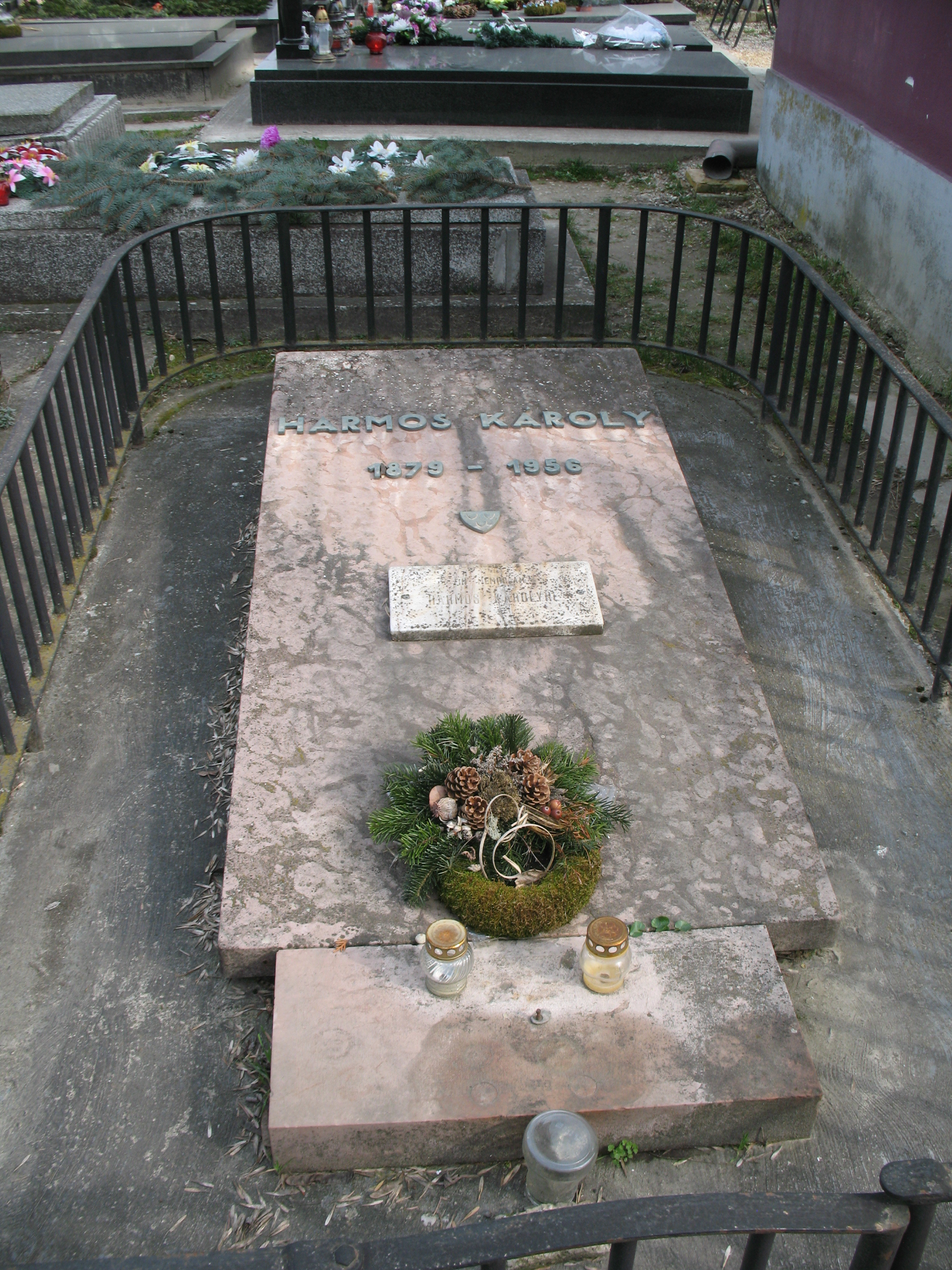
Sírja a komáromi katolikus temetőben

- 1908-ban Londonban, Münchenben, Berlinben, Drezdában rendezett egyéni tárlatokat.
- 1917-ben száz darabból álló anyagát Budapesten a Nemzeti Szalonban állították ki.
- 1932-ben az Ernst Múzeumban, 1935-ben pedig Pozsonyban mutatta be munkáit.
- Fametszetekkel illusztrálta Féja Géza Mesélő falu, rajzokkal dr. Borka Géza Kis képeskönyv (1935 k.) című művét.
- Műveit őrzi a Szépművészeti Múzeum, a komáromi Duna Menti Múzeum és pozsonyi közgyűjtemények.